# تشارلز كوب (أستاذ جامعي)
تشارلز كوب (بالإنجليزية: Charles Cobb)‏ هو رياضياتي واقتصادي أمريكي، ولد في 1875 في بليموث في الولايات المتحدة، وتوفي في 1949 في كامبريدج في الولايات المتحدة.